# Most na Đurđevića Tari
Most na Đurđevića Tari betonski je lučni most na rijeci Tari na sjeveru Crne Gore. Projektirao ga je inžinjer Mijat Trojanović, a radove je izvodila tvrtka Andonović iz Beograda. Predviđeni troškovi izgradnje mosta bili su 11,5 milijuna dinara ali su do kraja radova uvećani za još milijun dinara. Radovi na mostu započeli su 1937. godine, a završeni su u jesen 1940. Objekt je predan u promet krajem te godine. Probno opterećenje i svečano puštanje u promet su bili planirani za proljeće 1941. U trenutku dovršetka, bio je to najveći automobilski betonski lučni most u Europi. Ubrzo po otvaranju objekt je pao u ruke okupatora za vrijeme Drugog svjetskog rata u Jugoslaviji. Događaji iz toga razdoblja obrađeni su u filmu Most iz 1969. godine. Most je neposredno poslije rata 1946. godine i obnovljen, a korišten je i kao lokacija za snimanje britanskog akcijskog filma Force 10 from Navarone iz 1978. godine.